# Ctenitis mascarenarum
Ctenitis mascarenarum är en träjonväxtart som först beskrevs av Ignatz Urban, och fick sitt nu gällande namn av Tard. Ctenitis mascarenarum ingår i släktet Ctenitis och familjen Dryopteridaceae. Inga underarter finns listade.